# 披薩塔
《披薩塔》是由獨立遊戲開發團隊披薩之旅（Tour De Pizza）於2023年發布的平台独立游戏。遊戲的故事描述了一名披薩廚師佩皮諾·斯巴盖提（Peppino Spaghetti）必須爬上一座塔，以阻止他的披薩店遭到摧毀。玩家需要通過收集可收集物品在20個橫向捲軸遊戲關卡中擊敗敵人，以建立連擊並增加得分。每個關卡結束時，玩家需要在时限內返回起點進行逃生。此外，遊戲不設有生命值或生命次數，難度取決於玩家選擇的目標。
遊戲的開發始於2018年3月左右，由匿名設計師McPig和程式設計師Sertif領導。《披薩塔》最初是一款帶有生存恐怖的電子角色扮演遊戲，後來演變成受到任天堂已停產的《瓦利歐樂園》系列啟發，McPig希望為該系列提供一個精神续作。遊戲使用GameMaker引擎開發，採用卡通風格的高解析度像素画藝術，靈感來自《海綿寶寶》和法國漫畫。遊戲的玩法和關卡設計基於2001年電子遊戲《瓦利歐樂園Advance》。
在開發過程中，《披薩塔》通過向Patreon贊助者提供抢先体验和游戏演示吸引了大量的粉絲。遊戲於2023年1月26日發布Windows版，並在上市後獲得了好評，受到讚揚的包括遊戲性、配樂、視覺效果和幽默感。評論家將其藝術風格與1990年代的尼克動畫和《音速小子》系列的速度感進行有利的比較，並認為《披薩塔》是《瓦利歐樂園》的一個有價值的替代品。有些人甚至認為這是一個罕見比原作更好的精神繼承作品。任天堂Switch版于2024年8月27日公布并发售。

## 遊戲玩法
《披薩塔》是一款橫向捲軸遊戲。故事的開始是描述一位披薩廚師佩皮諾·斯帕格堤（Peppino Spaghetti）經營一家境況不佳的披薩店，遇到一個有意識的飄浮披薩角色披薩臉（Pizzaface），披薩臉威脅要使用塔頂上的核子激光摧毀佩皮諾的披薩店。在受到驚嚇和憤怒後，佩皮諾決定展開攀登塔樓的冒險，打敗披薩臉以拯救他的披薩店。遊戲地圖和中心世界主要位於塔樓的五個樓層，每層包含四個關卡和一個頭目。每個關卡都擁有獨特的主題和遊戲機制，例如廢料場墓地場景，以及向《佛萊迪餐館之五夜驚魂系列》遊戲致敬的突發驚嚇場景。
佩皮諾是玩家主要操控的角色，他可以走路、跑步、跳躍、滾動和滑行。他的攻擊方式包括身體摔擊、抓住並投擲敵人，以及招架。如果佩皮諾跑得足夠久，他會開始衝刺，使他能夠沿牆奔跑並衝過敵人和障礙物。擊敗敵人會觸發七秒的連擊時間，在此期間玩家必須擊敗更多敵人並收集物品以保持連擊。某些關卡中有能力提升道具，可以改變佩皮諾的能力，例如槍支或騎士護甲，以及另一個玩家角色古斯塔沃（Gustavo），他騎在他的巨大寵物老鼠背上。通過完成成就，玩家可以解鎖佩皮諾的不同衣服外觀。
每個關卡都包含各種秘密：包括披薩餡料生物，玩家可以救出它們以解鎖首領戰；被門鎖住的寶藏，只有找到清潔工才能打開；還有三個隱藏房間提供額外得分。在大多數關卡結尾處，玩家會找到一根柱子，必須摧毀它。這會觸發「Pizza Time」階段，在此期間玩家必須在限定時間內返回關卡入口。如果玩家失敗，就必須重新開始關卡。透過一個傳送門，玩家可以選擇進行可選的第二輪，返回終點，然後必須再次返回入口以獲得額外的得分。完成每個關卡後，根據玩家的得分和表現會給予一個字母等級。最高等級「P」僅能在玩家找到三個秘密房間、收集寶藏以及在維持單一不中斷連擊的情況下完成第二輪時獲得。
《披薩塔》不具備傳統的難度選擇；相反，難度取決於玩家選擇的目標。，並且遊戲中沒有生命和生命值。碰到障礙物不會傷害佩皮諾，但會降低玩家的得分並從連擊計時器中減去兩秒。唯一可能傷害佩皮諾的階段是頭目戰，玩家必須閃避頭目的攻擊並消耗他們的生命值以繼續前進。

## 開發

### 概念
《披薩塔》是獨立開發者披薩之旅（Tour De Pizza）的首個項目，歷時約五年進行開發。開發由化名設計師和藝術家McPig領導，也被稱為Pizza Tower Guy，他透過Patreon進行資金籌措。這個遊戲概念源自於佩皮諾這個角色，McPig為他創作了漫畫和繪畫，在其中他想像著披薩怪物在他的餐廳裡夜晚出現。McPig原先構想了一款類似《生化危機》的角色扮演遊戲(RPG)，佩皮諾在其中穿越他的餐廳與比薩怪物戰鬥，並帶有生存恐怖元素。這個構想的風格帶有黑暗元素，McPig將其比作《膽小狗英雄》。
McPig起初試圖使用RPG Maker來開發遊戲，但該遊戲引擎的限制使他無法達到他所期望的動畫品質。後來，McPig轉向使用GameMaker，因為它容易上手，並且他看到其他開發者用它來進行小型項目。並先行開發《威尼警察》（Weenie Cop），這是一款特色為與食品罪犯戰鬥的平台遊戲，角色是一個有意識的熱狗。雖然他將這個項目描述為「在遊戲玩法方面很混亂，因為它沒有很好地概念化」，但這讓他熟悉了GameMaker的製作。他同時構想了一個遊戲，其中佩皮諾將使用披薩輪刀或鏈鋸進行攻擊，這個靈感來自於《超級瑪利歐樂園3 瓦利歐樂園》中瓦利歐的衝刺能力。
為了有一個參考點，McPig開始尋找受《瓦利歐樂園》啟發的平台遊戲。該系列自《瓦力歐樂園Shake》(2008年)以來一直處於休眠狀態，McPig認為它需要像《時光之帽》(2017年)、《血污：夜之仪式》(2019年)和《戰紋》(2019年)等類似精神繼承遊戲，以向其發行商任天堂證明粉絲們仍然對《瓦利歐樂園》感興趣。他決定將佩皮諾作為新遊戲的主角 - 認為他「只是有趣的畫，並且在角色特徵上足夠讓人產生共鳴」、並保留了來自RPG的「一個害怕瘋狂的披薩人，與披薩怪物戰鬥」的基本概念。
《披薩塔》這個標題來自比薩斜塔，因為比薩（Pisa）讓McPig聯想到了披薩（pizza），遊戲開發始於2018年左右，化名Sertif在2020年初加入為程式設計師。

### 設計
《披薩塔》最初是由McPig以類似於《瓦利歐樂園》的迷宮式解謎平台遊戲概念開始的。為了準備開發，他玩過每一款《瓦利歐樂園》系列遊戲，並去除了佩皮諾的電鋸，使遊戲玩法更加相似。其中最大的靈感來自於Game Boy Advance的作品《瓦利歐樂園Advance》（2001年），McPig形容《披薩塔》的關卡設計為更加強調奔跑，並受到該遊戲中的「青蛙開關」機制和基於能力道具的解謎啟發。遊戲最初的能力道具設計類似於《瓦利歐樂園Advance》中的能力，可以開啟新區域，但同時會減慢玩家的速度。然而到了2021年，遊戲改變了方向，更注重速度。遊戲關卡得到簡化，McPig和Sertif也調整了處理能力道具的方式，使其適應更高的遊玩速度，同時不會增加玩家的負擔。
佩皮諾的基本操作最初基於《瓦利歐樂園Advance》中的瓦利歐。然而，隨著McPig和Sertif觀察了2019年的遊戲演示，並嘗試了「更自由形式的操作系統」，佩皮諾的操作逐漸演變，側重於速度和高分攻擊元素。他們將佩皮諾的各種能力聯繫在一起，Sertif形容這在關卡設計時是「一場完全的噩夢」，因為這會使遊戲平衡變得複雜。McPig和Sertif嘗試了一些限制，但發現它們不太有趣，選擇了更自由的操作系統。早期版本中有傳統的生命值系統，但為了使遊戲更加容易上手，他們刪除並加入了排名系統以獎勵技術嫻熟的玩家。為了簡化以送披薩為主題的關卡，McPig和Sertif引入了第二個可玩角色古斯塔沃，同時縮減了迷宮式設計。
最初，每個關卡都基於一個基本主題，例如城市或太空。McPig和Sertif設計了大約28個關卡，然後將其中一些主題進行了裁減和合併，以確保開發的可行性。他們希望每個關卡都感覺獨特，並能夠讓技術熟練和不熟練的玩家都能享受遊戲。Sertif表示，通常在構想出遊戲機制之後，他會開始進行試驗性的原型設計，而McPig則在Aseprite中創建動畫。Sertif形容這個過程非常具有挑戰性，因為這意味著很多想法最終會被棄用，但他認為這是最好的方法，因為他們兩人都工作得很快：「我們實施了很多本來不會這樣做的事情，拋棄了壞主意，只留下了好或不錯的主意。」Sertif估計，每個關卡在2020年至2023年間都進行了兩到三次的重新設計。在開發過程中，McPig的Discord伺服器成員也提供了反饋。
《海綿寶寶》和McPig成長時閱讀的法國漫畫啟發了《披薩塔》的像素藝術風格。McPig為遊戲視覺選擇了卡通風格，因為這是他唯一感到自信的風格。此外，他覺得低解析度的像素藝術風格，讓人聯想到任天堂娱乐系统（NES）和超級任天堂，《披薩塔》試圖以高解析度的藝術設計使其脫穎而出。Sertif形容佩皮諾的設計為「一個絕對的混亂，而我們（或者更準確地說是McPig）希望在每個動畫中都能表現出來」。 McPig將佩皮諾的著色設計成與《瓦利歐樂園3》中的瓦利歐精靈相似，並將他的褲子染成黑色，以便更容易進行動畫製作。他將角色板球（Snick）的設計靈感來自於多米諾比薩連鎖店使用的廣告吉祥物Noid，認為這是一個適合在以披薩為主題的遊戲中出現的反派角色。對於角色和敵人的設計，McPig沒有過多考慮，更傾向於「隨意創作」。

### 音樂
《披薩塔》的音樂由Ronan "Mr. Sauceman" de Castel和ClascyJitto（又稱Frostix）共同創作。這是de Castel的首次正式發表作品，作曲對他來說主要是一個愛好，他從未因不安全感而公開展示自己的音樂作品。他開始認真進行作曲時，透過Twitter了解到《披薩塔》並對其遊戲玩法感到著迷。因此他創作了一個演示曲目並將其發送給了McPig。出乎de Castel的意料，McPig非常喜歡這個曲目，並邀請他加入項目。這首曲目後來演變成了《逃生之歌—— "It's Pizza Time!"》。此外，McPig還招募了一名高中生ClascyJitto，他在業餘時間在SoundCloud和Bandcamp上分享音樂混音。之後，他們在Discord伺服器中分享了對de Castel音樂的混音作品。
de Castel和ClascyJitto分別來自法國和美國，他們各自負責了大約一半的原聲帶音樂樂，而匿名音樂家Post Elvis負責了片頭畫面的主題曲。de Castel的音樂靈感來自於電子遊戲《音速小子CD》（1993）和《瓦利歐樂園》系列，特別是《瓦利歐樂園Advance》。他還受到奇克·柯瑞亞、Daft Punk、昆汀·杜皮爾和正義樂隊等藝術家的電子音樂、放克音樂和浩室音樂的影響。而ClascyJitto之前的作品主要依賴取樣和混音，他形容在《披薩塔》的工作對他來說是「一個有趣的小遊戲」，因為這要求他在每個作品中花費更多的時間。[14]

## 發布
McPig於2018年開始透過Tumblr分享《披薩塔》的遊戲截圖，並隨後轉向Twitter來提高遊戲的知名度。他還創建了Discord伺服器，以便獲取玩家的反饋。2018年，他發布了兩個遊戲演示版本，同時開設了Patreon為每月捐贈5美元的支持者提供早期遊戲版本。2019年，他在Sonic Amateur Games Expo上發布了第三個演示版本，其中還新增了一個獨有的可玩角色板球（Snick）。Sertif加入後，McPig開始在Twitch上直播開發過程，並改為每年發布版本，而非每月。
《披薩塔》迅速吸引了大量粉絲，其中Sertif將這歸功於遊戲演示版本、Patreon版本以及像Vinesauce這樣的實況主所展示的遊戲內容。遊戲於2023年1月26日通過Steam平台正式在Windows上發布。Tour De Pizza與Fangamer合作推出了一系列商品，包括毛絨玩具、T恤和徽章。隨著遊戲發布後，Discord伺服器的成員數量從5000人增長到20000人，最終因為某些原因而停止營運。McPig表示，在完成Windows版本之前，他不會考慮將遊戲發布到其他平台。

## 評價
《披薩塔》在評論匯總網站Metacritic上獲得了「普遍好評」，並在發布後的第一天內成為Steam上2023年評分最高的遊戲之一。評論家對《披薩塔》的品質感到驚訝，認為它是《瓦利歐世界》的一個值得推崇的替代品，有些人稱其為罕見的精神繼承作品，並且比其靈感更出色。Polygon稱《披薩塔》「將《瓦利歐世界》奇特的平台遊戲進一步磨練、調整、演進，幾乎達到了完美」，PC Gamer則認為很難期待《瓦利歐世界》可能的復興會像《披薩塔》一樣令人振奮和富有創意。MeriStation稱《披薩塔》是「即時的經典」，在側卷式獨立遊戲界帶來了新鮮空氣，他們認為該界缺乏創意。
評論家對遊戲視覺效果的讚譽有加，他們將其與1990年代的尼克動畫，如《萊恩和史丁比》、卡通頻道工作室的節目和小畫家的藝術作品作比較。IGN說這種刻意廉價的藝術風格使《披薩塔》具有引人注目和獨特的外觀，Multiplayer.it說關卡細節豐富，玩家會在其中發現新的動畫幾個小時。動畫品質也受到讚揚，而幽默感也得到讚賞。IGN對《披薩塔》運用卡通風格的方式感到滿意，他們認為這為角色帶來了不同的風格，以達到喜劇效果，PC Gamer和Rock Paper Shotgun也稱讚佩皮諾的表現力。
配樂因其強烈感而受到讚譽。MeriStation認為它與視覺效果相輔相成，Multiplayer.it寫道它將朋克和金屬融合在一起，同時保持忠於1990年代平台遊戲的風格，而PC Gamer則將其「巧妙地」混合復古風格和樣本抓比喻成《Jet Set Radio》（2000年）。IGN表示配樂非常成功地傳達了每個關卡的獨特氛圍。除了配樂外，Multiplayer.it也稱讚了聲音設計，形容音效瞬間成為標誌性。
評論家也讚揚了《披薩塔》的遊戲性。他們喜歡每個關卡獨特的主題和機制，以及其中散佈的秘密，並將其與《音速小子》系列的速度感進行比較。評論家認為遊戲改進並擴展了《瓦利歐世界》的配方，Den of Geek稱其「更快、更瘋狂、更傻」。Polygon和IGN對逃脫序列給予特別的讚揚，Multiplayer.it說超越了《瓦利歐世界》中超現實和有趣的力量，而PC Gamer則認為最後的BOSS戰場面媲美《猎天使魔女系列》系列。IGN表示，雖然《披薩塔》只需要五到六個小時就能通關，但秘密和排名系統提供了大量的重玩價值，MeriStation表示，重玩關卡以獲得P級別是遊戲的最大亮點。Polygon認為允許玩家選擇自己喜歡的目標而不是提供傳統的難度級別是一種「優雅的遊戲難度處理方式」。
IGN、MeriStation、PC Gamer和Polygon表示操控佩皮諾令人滿意，《PC Gamer》將他的招式設計比作瑞士軍刀的多功能性。Polygon形容佩皮諾的能力雖有限，但直覺性強，且與關卡設計完美配合。相反地，Multiplayer.it和Rock Paper Shotgun認為操控佩皮諾是具有挑戰性的，因為需要相當高的精確度 ，Rock Paper Shotgun指出這是《披薩塔》最大的缺點。雖然遊戲關卡仍然採用《瓦利歐樂園Advance》的緩慢和有秩序的設計風格，但Rock Paper Shotgun寫道， 《披薩塔》卻期望玩家動作迅速，導致反復失去動力而產生挫折感。他們認為這意味遊戲並非適合所有人，但有些人可能會認為「粗糙的邊緣… 是吸引力的重要組成部分」。